# 長谷川杏実
長谷川 杏実（はせがわ あんみ、1988年11月10日 - ）は、日本のAV女優。

## 略歴・人物
2010年にデビューした巨乳のAV女優である。

## 出演作品

### アダルトビデオ
2010年
- ベ○キー激似! T都M区で見つけた推定Gカップの巨乳美容師さんを職場でAVデビューさせちゃいます!!（4月4日、ROCKET）
- ママには、ナイショ（3月15日、NON）「長谷川杏実」名義
- 女子校生の陰毛いじり 〜絶景の恥丘アンダーヘアーとおマンコの表情!!〜（4月2日、映天）…オムニバス作品 他出演:真中ちひろ、瀬名つむぎ、相沢えみり、長坂美空、長谷川聖那、真咲りこ、水嶋アイ、桜あい、高城ゆい
- GカップアイドルAの禁断プライベートにゃんにゃん映像流出!（4月6日、SODクリエイト）
- こんな美巨乳素人みつけました。 女子校生 あずみ （4月16日、S級素人）
- 黒タイツぱんちら女子校生（4月19日、YeLLOW）…共演:かわのすみれ、星崎アンリ、伊東麻央「長谷川杏実」名義
- 働くオンナ 62 制服に収まりきらない巨乳を持て余すドM銀行員 某大手銀行 窓口 入社1年目（4月21日、プレステージ）
- BANQUISH 45（4月21日、プレステージ）
- 爆乳JK中出し援交（5月1日、EROS HEARTS）
- まんぐりオナニー（5月1日、映天）…オムニバス作品 他出演:真中ちひろ、水嶋アイ、瀬名つむぎ、泉結愛、相沢えみり、長坂美空、長谷川聖那、梨杏、愛璃みい、山梨ゆず、小泉あずさ、真咲りこ
- ボインボックス 86センチGカップ（5月1日、ABC）
- 素人猥写 〜三十人目〜（5月12日、プレステージ）
- あんみ（5月13日、無垢）
- 「R15濡れ場」のある恋愛映画のベッドシーンで、生唾を飲んだ女子校生を4回イカせる（5月13日、SODクリエイト）出演:広瀬奏
- 援交 転校生（5月14日、Up'S）
- 88cm&Gcupのぬるぬる濡れ透け美巨乳女子校生（5月19日、OPPAI）「長谷川杏実」名義
- 生中出し 新入女子社員 10（5月21日、BAZOOKA）出演:鈴音りおな、愛音ゆり、新垣セナ、秋月玲奈
- 僕のかわいい教え子（5月25日、kawaii*）「長谷川杏実」名義
- ラブ☆キモ（5月25日、Fantasista）「長谷川杏実」名義
- 妹の爆乳は一見にしかず 25 Gカップ88cm（5月28日、チェリーズ）
- 地元で有名な女子校生に中出し 6（6月11日、Up'S）「長谷川杏実」名義
- 20センチ少年（6月15日、NON）「長谷川杏実」名義
- 手コキでベロちゅ〜 12 12人の接吻&手淫絶頂（6月19日、YeLLOW）出演:泉麻那、森永ひよこ、星崎アンリ、さくら、柳田やよい、愛音ゆり、梅宮リナ、伊藤ユリエ、かわのすみれ、伊東麻央、小峰ひなた
- 逆レイプ爆乳家族（6月19日、OPPAI）…共演:小日向杏梨、櫻井ゆうこ
- 中出しをネダるHカップデカパイ素人（6月19日、胸キュン喫茶） ※「ももこ」名義
- 担任の爆乳は一見にしかず 5 Gカップ88cm あんみ先生（6月25日、チェリーズ）
- 生中出し女子校生 EVOLUTION 4時間（6月25日、BAZOOKA）出演:茉莉花、柊ちさと、遠藤かな、伊東麻央
- 特選!! S級素人若妻コレクション 4時間 Special（6月25日、BAZOOKA）出演:妃悠愛、新垣セナ、彩月あかり、一色渚
- 女のカラダは水滴弾くタマゴ肌で選ぶ。（7月13日、E-BODY）
- 中出し玩具、貸します。 07（7月19日、S級素人）
- 誰か、私を抱いて下さい。（7月19日、VENUS）
- イラマしろ!! 4時間（8月15日、NON）共演:宮坂レイア、原美里、森元あすか、村西まりな、大沢美加、妃乃ひかり、安西優子、和希セイラ、杉岡のぞみ
- 巨乳・爆乳 巨乳悪戯面接 （8月20日、映天）出演:倖田みらい、鮎川みさと、森永ひよこ、水城奈緒、橘なお、伊沢美春、真鍋紗愛、中野愛里、かえでみく

2011年
- モデル級美女をやっちゃいます! 05（11月22日、GALLOP）共演:	宮坂レイア、佐藤りえ、泡乃しずく、市川よしの

2018年
- 大好きだったあの娘にナマ中出し 長谷川杏実 4時間 (2月26日、マックス・エー) ※総集編

### アダルトサイト
- BoinBB 長谷川杏美 （BoinBB.com）
- Tokyo247 No.282 まいこ （Tokyo247）
- REAL LIFE FILE:302 長谷川みお （REAL LIFE）